# الشوكوم القرني
ورم شائكي متقرن أو شوكوم قرني أو ورم حسكي قرني (بالإنجليزية: Keratoacanthoma)‏ هو درجة منخفضة (من غير المرجح أن تنتقل أو تغزو) من الأورام الجلدية التي يعتقد أن منشأها هو عنق بصيلات الشعر.
السمة المميزة للشوكوم القرني هو أنها على شكل قبة، متناظرة، ويحيط بها جدار أملس من الجلد الملتهب، وتمتليء بالكيراتين وحطام الخلايا. تنمو بسرعة وتصل إلى حجم كبير خلال أيام أو أسابيع، وإذا لم تعالج خلال شهور تتنخر (تموت)، وتتراجع تراكة ندبة. الشوكوم القرني عادة يظهر على الجلد المعرض للشمس، وغالبًا على الوجه والذراعين واليدين.

## التصنيف
أُبلغ عن وأُعيد تصنيف الورم الشوكي القرني بشكل متكرر على مدار القرن الماضي. يمكن تقسيم الورم الشوكي القرني إلى أنواع فرعية مختلفة وعلى الرغم من اعتباره حميدًا، لكن يتطلب سلوكه غير المتوقع نفس الاهتمام الموجه لسرطان الخلايا الحرشفية.
يمكن تقسيم الورم القرني الشوكي إلى الأنواع التالية: 
- الورم الشوكي القرني العملاق هو نوع من الورم الشوكي القرني، والذي قد تصل أبعاده إلى عدة سنتيمترات.
- الورم الشوكي القرني المركزي هو آفة جلدية، ونوع من الورم القرني الشوكي الذي يتميز بأورام متعددة تنمو في منطقة موضعية.
- الورم الشوكي القرني المتعدد (المعروف أيضًا باسم «متلازمة فيرغسون سميث»، «نوع فيرغسون-سميث من الورم القرني الشوكي المتعدد ذاتي الشفاء») هو آفة جلدية، ونوع من الورم الشوكي القرني يتميز بظهور عدة، وأحيانًا المئات من آفات الورم القرني الشوكي.
- الورم الشوكي القرني المفرد (المعروف أيضًا باسم «الورم الشوكي القرني الفرعي») هو ورم حميد، ولكنه سريع النمو، وعدواني موضعيًا، يظهر أحيانًا في الظفر.
- الورم الشوكي القرني النافر المعمم (المعروف أيضًا باسم «الورم الشوكي القرني النافر المعمم لغرزيبوفسكي») هو آفة جلدية، ونوع من الورم الشوكي القرني يتميز بمئات إلى الآلاف من الحطاطات التقرنية المسامية الدقيقة على الجسم بالكامل. العلاجات غير ناجحة بالنسبة للعديد من الأشخاص المصابين بالورم الشوكي القرني النافر المعمم. يمكن أن يؤدي استخدام المطريات والأدوية المضادة للحكة إلى تخفيف بعض الأعراض. لوحظت حالات تحسن أو علاج كامل للحالة باستخدام الأدوية التالية: أسيتريتين، وإيزوتريتينوين، وفلورويوراسيل، وميثوتريكسات، وسيكلوفوسفاميد.[2][3]

## الأسباب
تحدث الأورام القرنية الشوكية عادةً عند الأفراد الأكبر سنًا. اقتُرح عدد من الأسباب بما في ذلك الأشعة فوق البنفسجية، والمواد الكيميائية المسرطنة، والإصابة الحديثة بالجلد، وكبت المناعة، والاستعداد الوراثي. بشكل مشابه لبعض حالات سرطان الخلايا الحرشفية، يوجد حالات متفرقة مصابة بفيروس الورم الحليمي البشري (HPV). على الرغم من اقتراح فيروس الورم الحليمي البشري كعامل مسبب، لكن لم يُثبت ذلك بعد.
من المعروف أيضًا أن العديد من العلاجات الجديدة للورم الميلانيني تزيد من معدل الإصابة بالورم القرني الشوكي، مثل الأدوية المثبطة لجين BRAF وفيمورافينيب ودابرافينيب.

## التشخيص
يظهر الورم القرني الشوكي على شكل آفة سميكة ومرتفعة وعقدية ذات شكل فوهة غير منتظمة ونواة مفرطة التقرن مميزة. عادة ما يلاحظ المرضى ورمًا سريع النمو على شكل قبة على الجلد المعرض للشمس.
في حال استئصال الآفة بالكامل، قد يستطيع اختصاصي علم الأمراض التفريق بين الورم الشوكي القرني وسرطان الخلايا الحرشفية. ستكون المتابعة مطلوبة لرصد نكس الحالة.

## العلاج
سيسمح استئصال الآفة بأكملها، بهامش كافٍ، بالتخلص منها والحصول على تشخيص دقيق، وسيترك جرحًا يمكن إصلاحه عادةً والحصول على نتيجة تجميلية جيدة. ومع ذلك، فإن إزالة الآفة بالكامل (خاصة على الوجه) قد يؤدي إلى مشاكل صعبة أثناء إعادة البناء التجميلي. (على الأنف والوجه، قد تسمح جراحة موس بالتحكم الجيد في الهامش مع الحد الأدنى من إزالة الأنسجة، لكن العديد من شركات التأمين تتطلب تشخيصًا نهائيًا للأورام الخبيثة قبل أن تكون مستعدة لدفع التكاليف الإضافية لجراحة موس.) في حال الإصابة بالورم في المناطق الحساسة تجميليًا قد لا تتضمن بدائل الجراحة أي علاج (في انتظار الحل التلقائي). 
على الجذع والذراعين والساقين، غالبًا ما يكفي الكي الكهربائي والتوسيع والكحت للسيطرة على الورم القرني الشوكي حتى يتراجع. تشمل طرق العلاج الأخرى الجراحة البردية والعلاج الإشعاعي. استُخدم أيضًا حقن ميثوتريكسات أو 5 فلورويوراسيل داخل الآفة.
قد يحدث النكس بعد الكي الكهربائي والتوسيع والكحت. من السهل تشخيص النكس وعلاجه بسرعة إما عن طريق مزيد من الكحت أو عبر الاستئصال الجراحي.

## تاريخيًا
في عام 1889، وصف السير جوناثان هاتشينسون قرحة بركانية الشكل على الوجه. في عام 1936، غير ماكورماك وسكارف اسم الحالة نفسها إلى «المليساء الدهنية». في وقت لاحق، صاغ والتر فرودينثال مصطلح «الورم الشوكي القرني» وثبّت آرثر روك وعالم الأمراض إيان ويمستر اسم المصطلح في عام 1950.